# The Cinderella Man (pel·lícula de 1917)
The Cinderella Man és una pel·lícula muda, en blanc i negre dirigida per George Loane Tucker que es va estrenar el 16 de desembre de 1917. Està basada en l'obra teatral homònima d'Edward Childs Carpenter adaptada per George Loane Tucker. Els actors principals van ser Mae Marsh (en la seva tercera aparició amb la Goldwyn Pictures), Tom Moore i Alec B. Francis. No hi ha informació sobre la seva localització per lo que es considera una pel·lícula perduda.

## Repartiment
- Mae Marsh (Marjorie Caner)
- Tom Moore (Anthony Quintard)
- Alec B. Francis (Romney Evans, amic d'Anthony)
- George Fawcett (Morris Caner)
- Louis R. Grisel (Primrose)
- George Farren (William Sewall, compositor)
- Elizabeth Arians (Mrs. Prune)
- Mrs. J. Cogan (Celeste)
- Dean Raymond (Dr. Thayer)
- Harry Scarborough (Blodgett)
- Royce Coombs

## Argument
Marjorie Caner (Mae Marsh), filla del multimilionari Morris Caner (George Fawcett) retorna a la mansió del seu pare per quedar-s'hi a viure. Allà es troba molt sola i s'assabenta que a la casa del costat viu un jove poeta, Anthony Quintard (Tom Moore), que està treballant en el llibret d'una gran òpera. Viu en una situació precària esperant poder-se guanyar la vida amb els seus versos i rebutja l'ajuda d'amics com Rommey Evans. Des de la seva finestra, Marjorie el pot veure i el bateja com l'home Ventafocs (Cinderella Man). Marjorie decideix fer el paper de fada i, saltant per la teulada que comunica les seves finestres, li porta un banquet de Nadal quan ell no hi és, però és descoberta. Marjorie sabia que ell detesta la riquesa i per això es fa passar per la secretària de la família; també s'ofereix a passar a màquina el llibret. De mica en mica neix una gran estima entre ells dos. Anthony guanya un premi de 10.000 dòlars pel seu treball però queda molt decebut de saber que ella és una rica hereva. El pare de Marjorie, Morris Caner, se les manega per conciliar els dos amants.